# Léon Carré
Pour les articles homonymes, voir Carré.
Léon Carré est un peintre et illustrateur français né à Granville le 23 juin 1878 et mort à Alger le 2 décembre 1942.

## Biographie
Léon-Georges-Jean-Baptiste Carré entre à l'école des beaux-arts de Rennes, puis il intègre l'École des beaux-arts de Paris le 11 mars 1896 grâce à Léon Bonnat dont il suit les cours, ainsi que ceux  de Luc-Olivier Merson. Il fut le double lauréat du prix Chenavard. Il expose au Salon des artistes français en 1900 puis, dès 1905, au Salon des indépendants, et effectue un premier voyage en Algérie en 1907. Il expose au Salon de la Société nationale des beaux-arts à partir de 1911, ainsi qu'au Salon d'automne.
Lauréat de la bourse de la Villa Abd-el-Tif en 1909, il se fixe à Alger. Peintre orientaliste, il pratique l'huile, la gouache et le pastel. En 1927, Léon Carré contribue à la décoration du paquebot Île-de-France pour la Compagnie transatlantique, et dessine de nombreuses affiches pour la Compagnie PLM (dont celle du centenaire de l'Algérie en 1930). Il a également dessiné le billet de 50 francs de la Banque de l'Algérie émis en 1942.
En 1935, il publie des compositions pour le conte de Paul Wenz, L'homme qui resta debout, dans le numéro spécial de Noël de L'Illustration.
Il est l'époux de l'artiste-peintre Ketty Carré, née Anne-Marie Lederer (1882-1964).
Il signe sous le pseudonyme de « L. Georges » ou « Léon Georges » pour ses collaborations à l'Assiette au beurre et au Rire.

## Collections publiques
En Algérie
- Alger :
  - hôtel de ville : décorations murales.
  - Musée national des beaux-arts : 
    - Paysage du Sahel ;
    - Halte de militaires.

  - Palais d'été : décorations murales.
- Oran :
  - Musée national Zabana d'Oran

En France
- Paris :
  - musée d'Orsay : 
    - Ensemble de 28 dessins dans un même cadre ;
    - Le Thé dans le jardin ;

  - musée national d'art moderne : œuvre de la collection David Darmon.

## Ouvrages illustrés
- Leconte de Lisle, Poèmes barbares, imprimé pour Jean Borderel, 1911.
- Le Jardin des caresses. Traduit de l'arabe, Paris, Henri Piazza, 1911 — Poèmes en prose[4].
- Le Livre des mille nuits et une nuit, traduction littérale et complète du texte arabe par le Dr J.-C. Mardrus, illustrations de Léon Carré, décorations et ornements de Mohammed Racim, 12 volumes, Piazza, 1926-1932.

## Expositions
- Alger, 1909, Villa Abd el Tif.
- Paris, 1910, galerie Georges Petit.
- Alger, 1921, 1922, Salon des artistes algériens et orientalistes : la Corrida. Alger, 1924, Salon d'hiver.
- Versailles, 1992, exposition du Cercle algérianiste.

Œuvres de Léon Carré
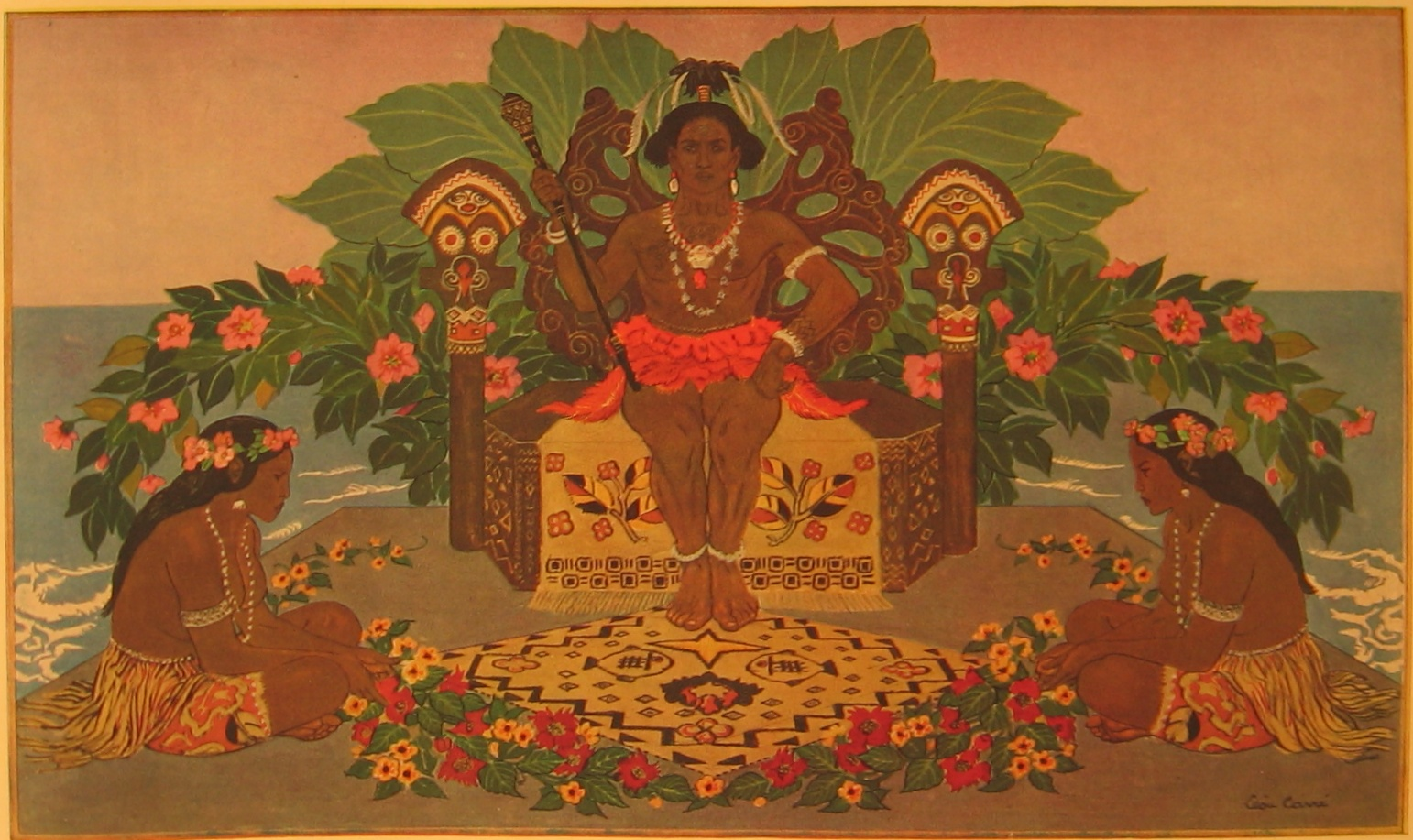
Aro Arii Te Tara, dessin paru dans L'Illustration, numéro spécial de Noël 1927.
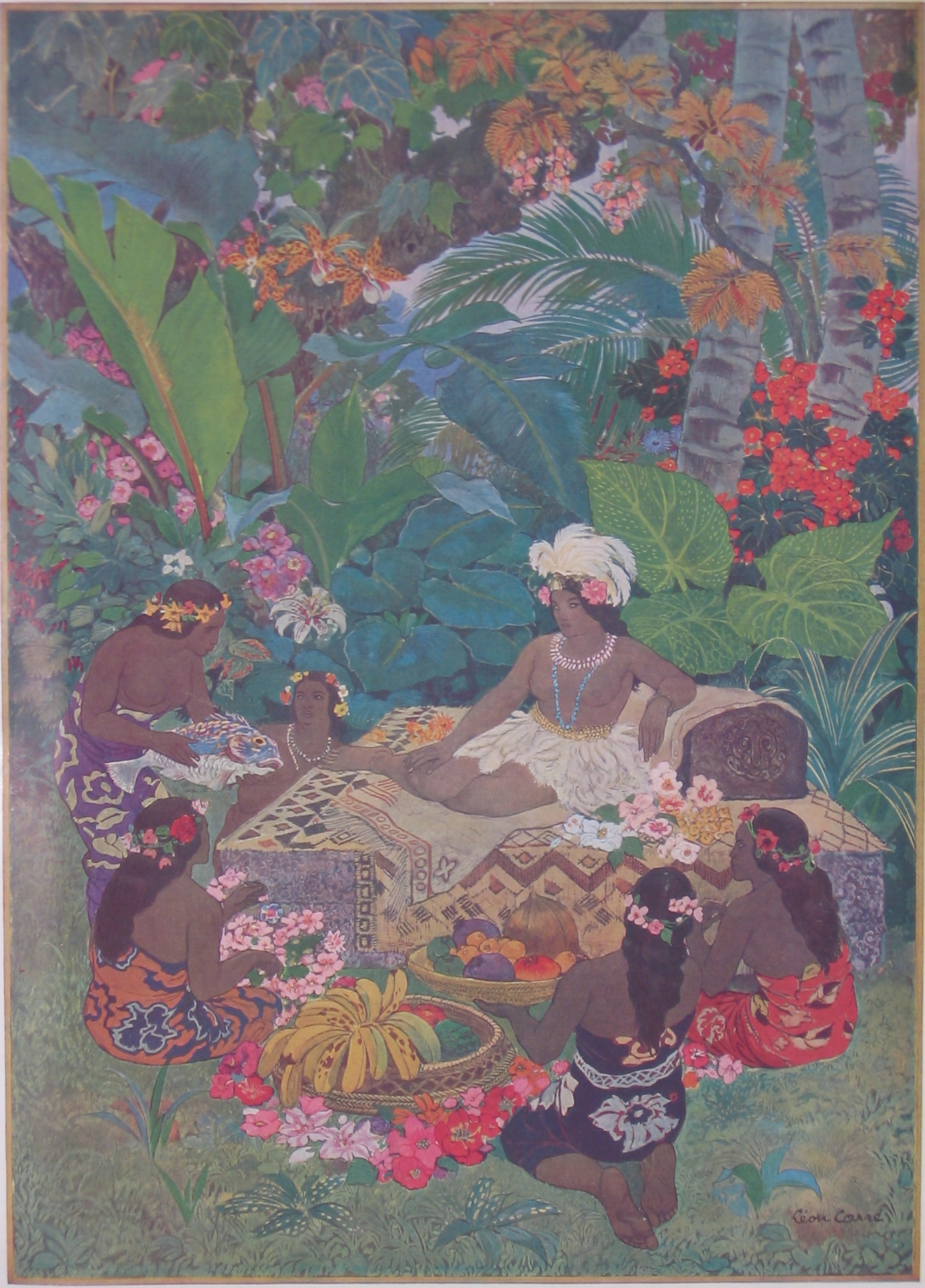
Illustration pour l'article « Aro Arii Te Tara » dans L'Illustration, décembre 1927.
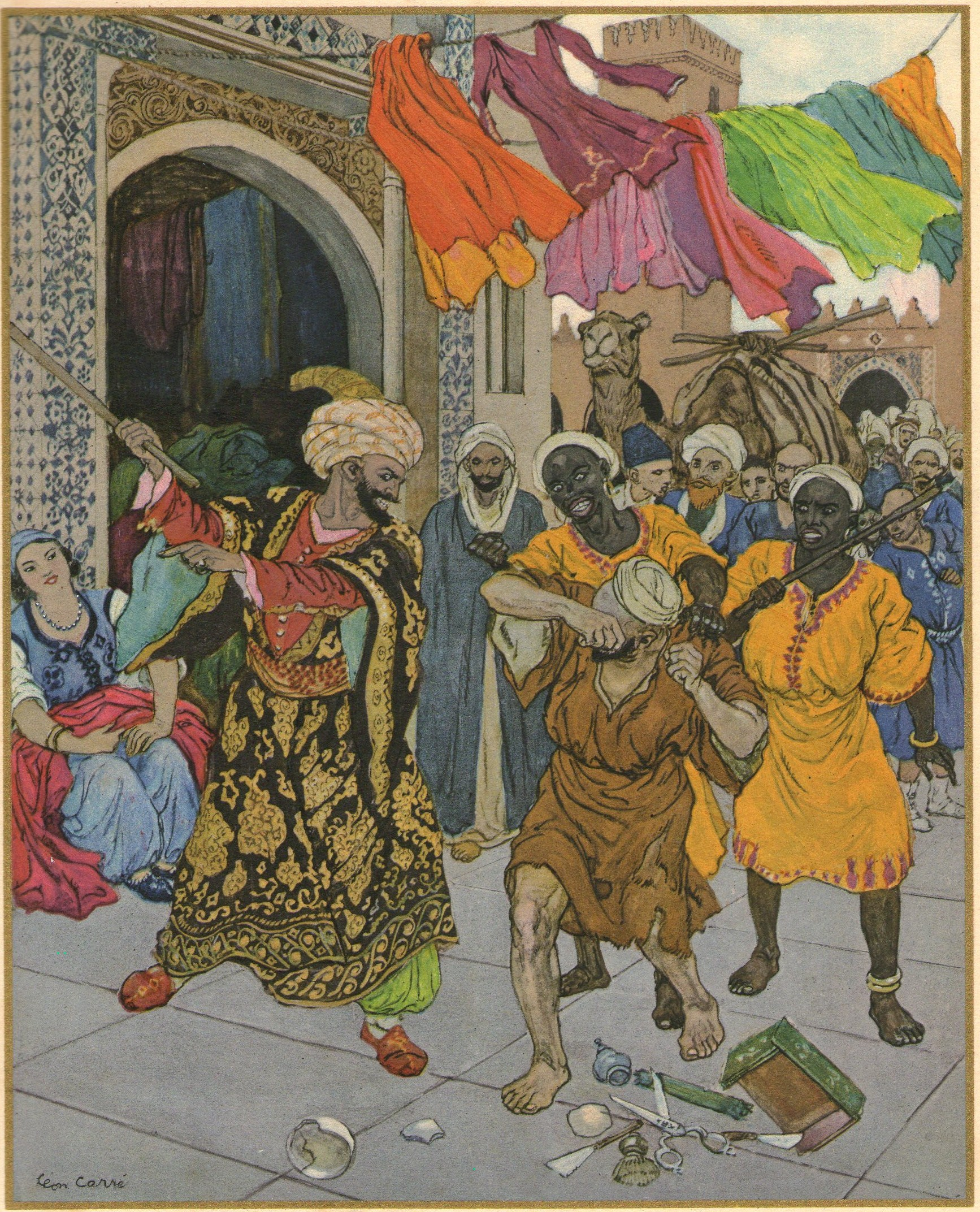
Illustration pour Le Livre des mille nuits et une nuit (1929).